# Починок Ігор Мирославович
Ігор Мирославович Починок (нар. 25 березня 1949 року, село Купчинці Козівського району) — український лижник, біатлоніст та тренер з біатлону. Заслужений тренер України (1983) з біатлону. Суддя міжнародної категорії (1999). Заслужений працівник фізичної культури і спорту України (2002).

## Життєпис
Народився 25 березня 1949 року в селі Купчинці нині Тернопільського району.
Навчався у Тернопільській ЗОШ № 6. У шкільні роки захоплювався класичною та греко-римською боротьбою, з чим планував пов'язати своє подальше життя; втілитися планам завадила травма. Продовжив навчання в Кременецькому педагогічному інституті (відділення фізичного виховання). Перевівся до Тернопільського державного педагогічного інституту, який закінчив 1972 р. (факультет фізичного виховання). Майстер спорту з лижних гонок (1972) та біатлону (1977)
Від 1992 — головний тренер жіночої збірної України з біатлону. У 2002 — головний тренер паралімпійської збірної України на Олімпіаді у Солт-Лейк-Сіті (вихованці здобули 12 медалей).
Підготував чотирьох заслужених майстрів спорту України, 10 майстрів спорту міжнародного класу, 30 майстрів спорту України. Серед вихованців, зокрема, Тарас Дольний, Олена Підгрушна, Дмитро Підручний, Світлана Крикончук, Андрій Возняк,  Людмила Писаренко, Тетяна Трачук,  Андрій Богай, Іван Моравський, Ірина Беган, Віталій Козловський, Ігор Гарбуз, Віталій Гарбуз та інші.
Працює (працював) тренером у фізкультурно-спортивному товаристві «Колос», старшим тренером Тернопільської обласної ДЮСШ з біатлону, тренером молодіжної збірної України з біатлону. На даний час працює тренером-викладачем з біатлону в Тернопільській ОДЮСШ із зимових видів спорту.